# Nådjärv
Nådjärv är en sjö i kommunen Pedersöre i landskapet Österbotten i Finland. Sjön ligger 31,6 meter över havet. Arean är 40 hektar och strandlinjen är 3,42 kilometer lång. Sjön  ingår i Esse å huvudavrinningsområde.   Den ligger omkring 86 kilometer nordöst om Vasa och omkring 390 kilometer norr om Helsingfors. 